# Бранево (гміна)
Гміна Бранево (пол. Gmina Braniewo) — сільська гміна у північній Польщі. Належить до Браневського повіту Вармінсько-Мазурського воєводства.
Станом на 31 грудня 2011 у гміні проживало 6363 особи.

## Територія
Згідно з даними за 2007 рік площа гміни становила 306.93 км², у тому числі:
- орні землі: 60.00%
- ліси: 22.00%

Таким чином, площа гміни становить 25.48% площі повіту.

## Населення
Станом на 31 грудня 2011:
| Опис     | Загалом | Загалом | Чоловіки | Чоловіки | Жінки | Жінки |
| -------- | ------- | ------- | -------- | -------- | ----- | ----- |
| одиниця  | осіб    | %       | осіб     | %        | осіб  | %     |
| все      | 6363    | 100     | 3259     | 51.22    | 3104  | 48.78 |
| міське   | 0       | 100     | 0        |          | 0     |       |
| сільське | 6363    | 100     | 3259     | 51.22    | 3104  | 48.78 |

## Сусідні гміни
Гміна Бранево межує з такими гмінами: Бранево, Лельково, Пененжно, Плоскіня, Фромборк.